# Alice et l'Avion fantôme
Alice et l'Avion fantôme (titre original : The Sky Phantom, littéralement : « Le Fantôme du ciel ») est le cinquante-troisième roman de la série américaine Alice (Nancy Drew en VO) écrit par Caroline Quine, nom de plume collectif de plusieurs auteurs. L'auteur de ce roman est Harriet Adams. 
Aux États-Unis, le roman a été publié pour la première fois en 1976 par Grosset & Dunlap (New York). En France, il a paru pour la première fois en 1981 chez Hachette Jeunesse dans la collection « Bibliothèque verte ». Il n'a plus été réédité en France depuis 1985.
Dans ce roman, Alice est amenée à enquêter sur la disparition de Roger Paine, un pilote d'avion, sur l'apparition mystérieuse d'un avion dans un grand nuage et sur le vol d'un cheval.

## Résumé
Remarque : le résumé est basé sur la base de l'édition française de 1981.
Le roman comporte un récit principal (l'enquête menée par Alice) et un récit secondaire (la situation amoureuse de Bess Taylor).

### Trame principale (l'enquête d'Alice)
En vacances au ranch de Pop Hamilton en Arizona avec ses fidèles amies Bess et Marion, Alice prend des cours de pilotage auprès de Bruce Fisher tandis que ses amis prennent des leçons d'équitation. 
Au cours d'une leçon de vol, Alice aperçoit un immense nuage inquiétant. Bientôt se fait entendre le bip de détresse d'une balise radio qui signale la présence d'un avion en difficulté. Ils croisent aussi un avion qui disparaît aussi vite qu'il est apparu (c'est « l’Avion fantôme » évoqué dans le titre du roman). Le moniteur localise l’appareil en détresse, lequel est repéré gisant au sol. Alice et Bruce se posent : l'avion est vide et son pilote a disparu. Par radio, ils apprennent que l'avion appartient à Roger Paine, un excellent pilote disparu en vol il y a deux jours. 
Dans les jours qui suivent, Alice explore la région, soit par avion avec Bruce, soit à cheval avec Bess et Marion. Leur enquête les amène à découvrir une gourmette plate marquée de signes mystérieux. Les jeunes femmes découvrent que ces signes sont le bas de lettres d'imprimerie. Elles tentent de découvrir la signification du message, et déchiffrent finalement le message : « Emplacement - bombe - révolution - sous- grand - nuage ».
Au ranch, Alice, Bess et Marion, sont en proie à l'hostilité d'un cow-boy, Ben Rall. Cette hostilité se transforme en haine, puis en agressions. À la suite d'une action violente, Ben Rall est licencié sur le champ par Pop Hamilton. Par la suite, le cow-boy est soupçonné d'avoir volé une somme d'argent à l'un de ses collègues. Une nuit, un cheval du ranch (« Major ») est dérobé.
Puis Ben Rall, en tant qu'intermédiaire, apporte un message aux jeunes femmes : Roger Paine a été enlevé et ne sera libéré que contre le versement d'une rançon et la remise de son avion. Le message précise que si les autorités sont informées, Roger Paine sera tué.
Les trois petits amis d'Alice, de Marion et de Bess (respectivement Ned, Bob et Daniel) viennent les retrouver au ranch. Alice poursuit l'enquête avec Ned. Au cours de ses recherches, la jeune détective est amenée à découvrir l'existence d'une grotte dans laquelle elle découvre une sortie de pétrole. Elle découvre aussi, le lendemain, Ben Rall attaché à un arbre. L'homme dit avoir été attaché là par le shérif-adjoint et il réclame d'être libéré. Alice négocie avec lui : qui a enlevé Roger Paine ? où se trouve-t-il ? Le shérif-adjoint arrive alors et les « négociations » sont interrompues, Ben Rall étant envoyé en prison pour complicité d'enlèvement et chantage.
Poursuivant ses recherches, Alice découvre avec Ned où Roger Paine est retenu prisonnier. Elle découvre aussi l'endroit où des armes et des explosifs ont été cachés : ces armes ont été dissimulées dans une cachette creusée dans le sol, au cœur de l'endroit où se trouve, dans le ciel, le grand nuage menaçant qui lui avait fait peur en début de roman. 
Avec l'aide de Pop Hamilton, de Bruce Fisher, de la police locale et de ses proches amis, Alice organise un plan d'action pour trouver l'auteur des méfaits et le faire arrêter. Tout tourne autour de l'étrange avion aperçu initialement dans le grand nuage. Plusieurs avions de l'aéroclub prennent l'air et se dirigent vers un nuage ressemblant au nuage initial. Du nuage surgit alors l'« avion fantôme », qui est pris en chasse et forcé d'atterrir. Son pilote est Rudolph Panzer, un révolutionnaire. C'est lui qui avait caché les armes et les explosifs sous terre, dans le but de les remettre ultérieurement à des complices. Il était parvenu à créer un immense nuage artificiel grâce à l'émission de particules magnétiques qui coagulaient les molécules d'eau de l'air. Ce nuage servait à cacher ses allées et venues avec l'avion et le transport des armes, et à écarter la curiosité d'éventuels importuns. Il commençait par créer ce nuage grâce à son avion qui ensuite « disparaissait » dans le nuage, avant de faire ses allées et venues. L'avion de Roger Paine s'étant malencontreusement écrasé, Panzer avait été dans l’obligation de retenir prisonnier le pilote. Il avait utilisé Ben Rall comme complice ; c'est ce dernier qui avait dérobé le cheval Major à sa demande, afin de transporter les armes et les munitions, et les cacher sous terre.

### Trame secondaire (la situation amoureuse de Bess)
Comme sa cousine Alice, Bess passe quelques semaines de détente dans le ranch de Pop Hamilton. Elle y rencontre Chuck Chase, un cowboy viril, courageux, gentil et tendre. Elle éprouve des sentiments pour lui, ce qui la perturbe puisqu'elle fréquente Daniel depuis plusieurs années. Chuck évoque l'hypothèse que Bess reste travailler au ranch et qu'ils se marient ultérieurement. La situation se complique lorsque les trois petits amis des trois jeunes femmes (Ned, Bob et Daniel) viennent les rejoindre au ranch. Tiraillée entre son amour loyal pour Daniel et son attirance irraisonnée pour Chuck, Bess est psychologiquement perturbée et pleure beaucoup. En fin de compte, elle décide de rester avec Daniel et de ne pas s'engager dans une relation sentimentale avec Chuck.

## Personnages

### Personnages récurrents
- Alice Roy, dix-huit ans, détective amateur blonde, fille de l'avoué James Roy, orpheline de mère.
- Bess Taylor, jeune fille blonde et rondelette, une des meilleures amies d'Alice.
- Marion Webb, jeune fille brune et sportive, cousine germaine de Bess Taylor et une des meilleures amies d'Alice.
- Ned Nickerson, jeune homme brun et athlétique, ami et chevalier servant d'Alice, étudiant à l'université d'Emerson.
- Daniel Evans, ami et chevalier servant de Bess, camarade d'université de Ned.
- Bob Eddleton, ami et chevalier servant de Marion, camarade d'université de Ned.

### Personnages spécifiques au roman
- Roger Paine : pilote disparu.
- Bruce Fisher : moniteur à l'école de pilotage.
- Pop Hamilton : propriétaire du ranch.
- Chuck Chase : jeune cow-boy amoureux de Bess.
- Wilfred : jeune cow-boy.
- Ben Rall : cow-boy.
- John Wade : prospecteur.
- Rudolph Panzer : malfaiteur.

## Éditions françaises
- 1981 : Hachette, collection « Bibliothèque verte »[2], cartonné (français, version originale). Illustré par Jean Sidobre. Texte français d'Anne Joba. 20 chapitres. 181 pages.
- 1983 : Hachette, collection « Bibliothèque verte »[3], cartonné (français, version originale). Illustré par Jean Sidobre. Texte français d'Anne Joba. 20 chapitres. 181 pages.